# Acanthochitona venezuelana
Acanthochitona venezuelana är en blötdjursart som beskrevs av Israel Lyons 1988. Acanthochitona venezuelana ingår i släktet Acanthochitona och familjen Acanthochitonidae. Inga underarter finns listade i Catalogue of Life.